# Schönstatt

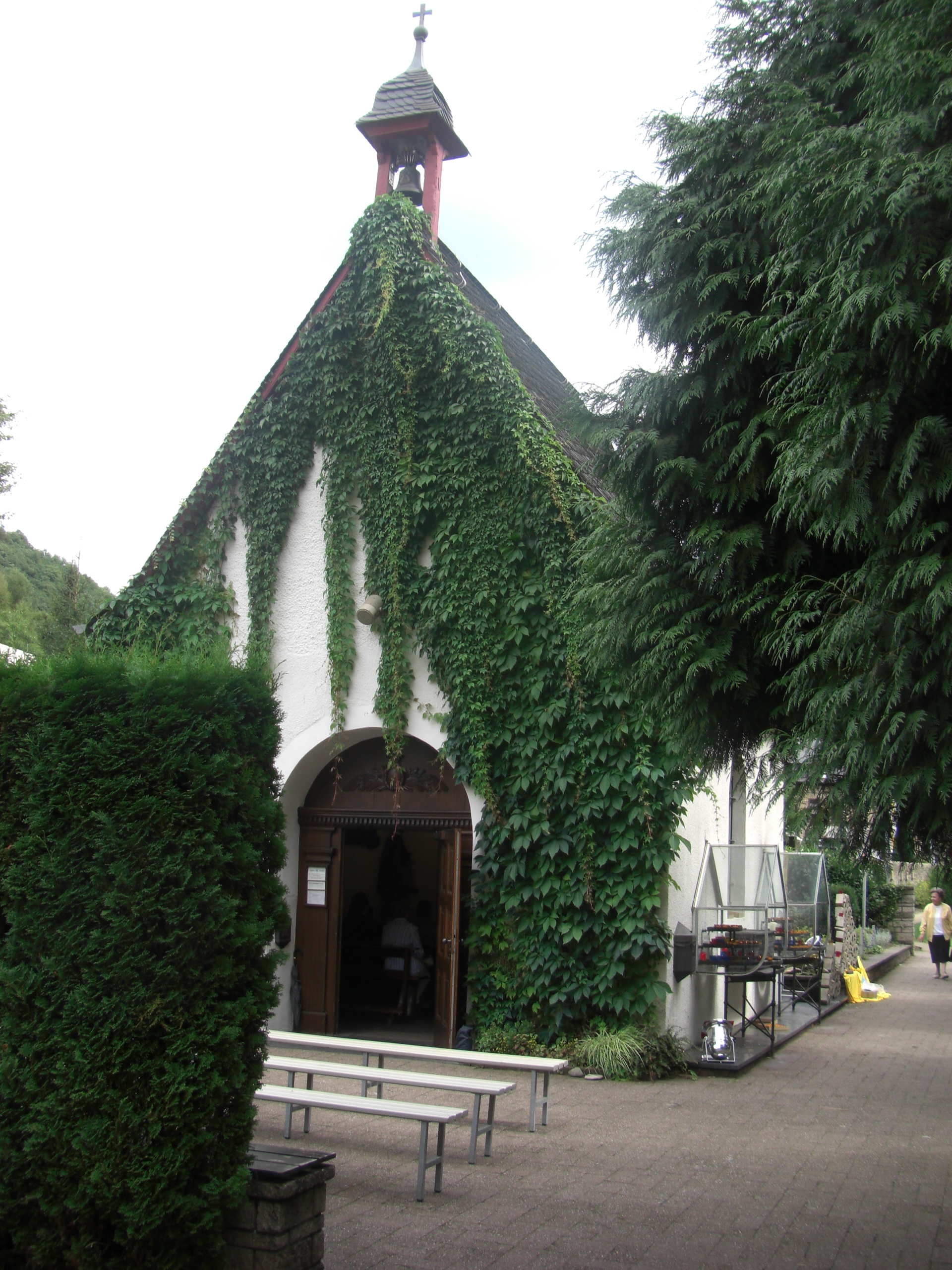
Il santuario di Maria Madre e Regina Tre volte Ammirabile

Schönstatt è una località della Germania ricompresa nel territorio municipale della città di Vallendar, nella Renania-Palatinato.
Era sede del ginnasio pallottino di cui era direttore spirituale Josef Kentenich. Nella locale cappella di San Michele, nel 1914 Kentenich diede inizio al movimento mariano di Schönstatt.
Il locale santuario di Maria Madre e Regina Tre volte Ammirabile è meta internazionale di pellegrinaggi.
È sede dei numerosi istituti secolari legati al movimento fondato da Kentenich: i Padri di Schönstatt, le Sorelle mariane di Schönstatt, le Dame di Schönstatt.